# Jereme Rogers
Jereme Rogers (Boston, 13 gennaio 1985) è uno skater professionista statunitense.

## Carriera
Nato e cresciuto a Boston nello stato del Massachusetts, ha iniziato a praticare skateboard nel parco locale di Bellingham allo skatepark  Eight Ball venendo successivamente sponsorizzato dalla Concrete Wave Skate Shop.
Successivamente con lo skater professionista Jeron Wilson ha preso parte ad alcune demo della DVS Shoes decidendo all'età di 15 anni di lasciare la scuola per trasferirsi a Los Angeles in California per dedicarsi allo skateboard completamente ed entrando come membro del team DVS e nel 2003 nel team Girl con Eric Koston, mentre successivamente nel 2005 vinse il premio come matricola dell'anno dalla rivista Transworld.
Nel 2009 decise di focalizzassi sulla sua altra passione cioè la musica e in particolar modo il genere Hip Hop ma il 4 maggio 2010 a distanza di un anno decise di rientrare nel mondo dello skate intraprendendo entrambe le cose annunciando la creazione di una propria compagnia la Stelfish.

## Curiosità
Jereme Rogers si è licenziato dal team Girl sostenendo che la società aveva detenuto illegalmente i diritti d'autore che lo riguardavano dichiarando che i ricavati dal suo nome furono usati per ricoprire debiti in altre aree.
Nel 2012 è stato arrestato in un hotel a New York con l'accusa di possesso illegale di Cannabis.
Ha fatto parte del videogioco Tony Hawk's Proving Ground ed è apparso nello show televisivo di Rob Dyrdek Rob and Big nella seconda stagione.

## Premi e Video
Premi
- Transworld's 2005 Rookie of the Year [4]

Video
- Girl: Yeah Right! (2003)
- DVS Shoe Company: Skate More (2005)